# Ermont
Ermont là một xã trong vùng đô thị Paris, thuộc tỉnh Val-d'Oise, vùng hành chính Île-de-France của nước Pháp, có dân số là 27.474 người (thời điểm 1999).

## Các thành phố kết nghĩa
- Lampertheim, Đức (từ 1966)
- Maldegem, Bỉ (từ 1967)
- Adria, Ý (từ 1967)
- Wierden, Hà Lan (từ 1976)
- Banbury, Vương quốc Anh (từ 1982)
- Loja, Tây Ban Nha (từ 2005)